# Sacha Béhar
Sacha Béhar, né le 18 février 1990, est un humoriste, vidéaste et comédien français.

## Biographie
Après l'obtention de son baccalauréat, Sacha Béhar entreprend des études de cinéma qu'il abandonne plus tard pour se concentrer sur le stand-up. En 2011, il rencontre Augustin Shackelpopoulos en marge d'une scène ouverte. Ensemble, ils produisent leur premier spectacle en duo, présenté plus tard à la Gaîté Lyrique sous le nom de DAVA (Divertissement Ad Vitam Aeternam).
En 2013, il anime le podcast Vos Gueules Les Mouettes sur la webradio PiiAF et crée la série comique Bruce Boult Business. L'année suivante, avec Shackelpopoulos, il crée l'émission Fiche de lecture, une parodie de chronique littéraire ouvertement absurde et cynique, dont une déclinaison en recueil est publiée en 2017,.
Depuis 2015, le duo tient la chaîne DAVA sur YouTube, où ils publient notamment des sketches sous la forme de faux entretiens. Ils se produisent en France ainsi qu'en Belgique et en Italie. Sacha Béhar apparaît également sur scène en solo, de manière occasionnelle.

## Filmographie
Source : IMDb

### Longs métrages
- 2024 : L'Esprit Coubertin de Jérémie Sein : Journaliste de droite

### Courts métrages
- 2014 : Victim'Express d'Adrien Ménielle (collectif Golden Moustache)
- 2022 : Inédit en Europe de Théo Nourdin

### Web-séries
- 2013 : Bruce Boult Business (réalisé par lui-même)
- 2014-2017 : Fiches de Lecture de Lancelot Bernheim et Raphaël de Tonnac (également scénariste)

## Podcast
- 2013 : Vos Gueules Les Mouettes sur la radio PiiAF
- 2024 : Parasite, le premier podcast sérieux sur le cinéma.

## Spectacles
- depuis 2015 : DAVA en duo avec Augustin Shackelpopoulos
- 2024 : Mort asymptomatique

## Publication
- 2017 : Fiche de lecture (avec Augustin Shackelpopoulos), éditions Marabout, 2017, 253 p.  (ISBN 978-2-501-08698-1)